# أندرين
الأندرين هو موقع بيزنطي يمتد على مساحة شاسعة عند أطراف شبه الصحراء ، على بعد حوالي 25 كيلومترًا من الموقع البيزنطي الأكثر شهرة قصر ابن وردان. تقع مدينة الأندرين إلى الشمال الشرقي من مدينة حماة، مسافة نحو 80 كم على حدود البادية السورية.

## تاريخ
بُنيت المدينة خط دفاع ضد المناوشات البدوية في بادية الشام، تحتوي المدينة المحصنة على العديد من الكنائس والقصور والحمامات. اشتهرت مدينة الأندرين بكرومها الكثيرة وخمورها المميزة فصدرت منتجاتها إلى داخل سورية وخارجها حتى بلغت شهرتها شبه الجزيرة العربية حيث ذكرت في مَطلع معلقة الشاعر الجاهلي عمرو بن كلثوم:
ذكرها ياقوت الحموي المتوفى سنة 1229م بقوله: «أندرين اسم قرية في جنوبي حلب بينهما مسيرة يوم للراكب في طرف البرية، ليس بعدها عمارة». وهي الآن مغطاة بالتراب ليس بها إلا بقايا الجدران. وكانت الأندرين أيام الرومان بلدة صغيرة اسمها (أندرونا) وقد ازدهرت في العهد البيزنطي
.